# Adolf Engler
Heinrich Gustav Adolf Engler, meglio noto come Adolf Engler (Żagań, 25 marzo 1844 – Berlino, 10 ottobre 1930), è stato un botanico tedesco, famoso per i suoi lavori sulla tassonomia delle piante.

## Biografia
Compie i suoi studi all'Università di Breslavia (Polonia), dove nel 1866 ottiene il titolo di dottore di ricerca (Ph.D.) in Biologia. Dopo alcuni anni di insegnamento diviene, nel 1871, custode delle collezioni botaniche del Botanische Institute der L.M.U. di Monaco, dove rimane sino al 1878, quando accetta un incarico presso la Università di Kiel, dove insegna Botanica sistematica sino al 1884.
Nel 1878, Engler viene eletto nella Accademia Leopoldina, l'accademia di Storia Naturale tedesca. Nel 1884 ritorna a Breslavia come professore di Botanica della locale Università e come direttore dell'orto botanico, succedendo a Goeppert.
È stato professore di Botanica all'Università di Berlino, dove, dal 1889 al 1921 ha diretto l'Orto botanico di Berlino, trasformandolo in uno dei più importanti orti botanici del mondo.

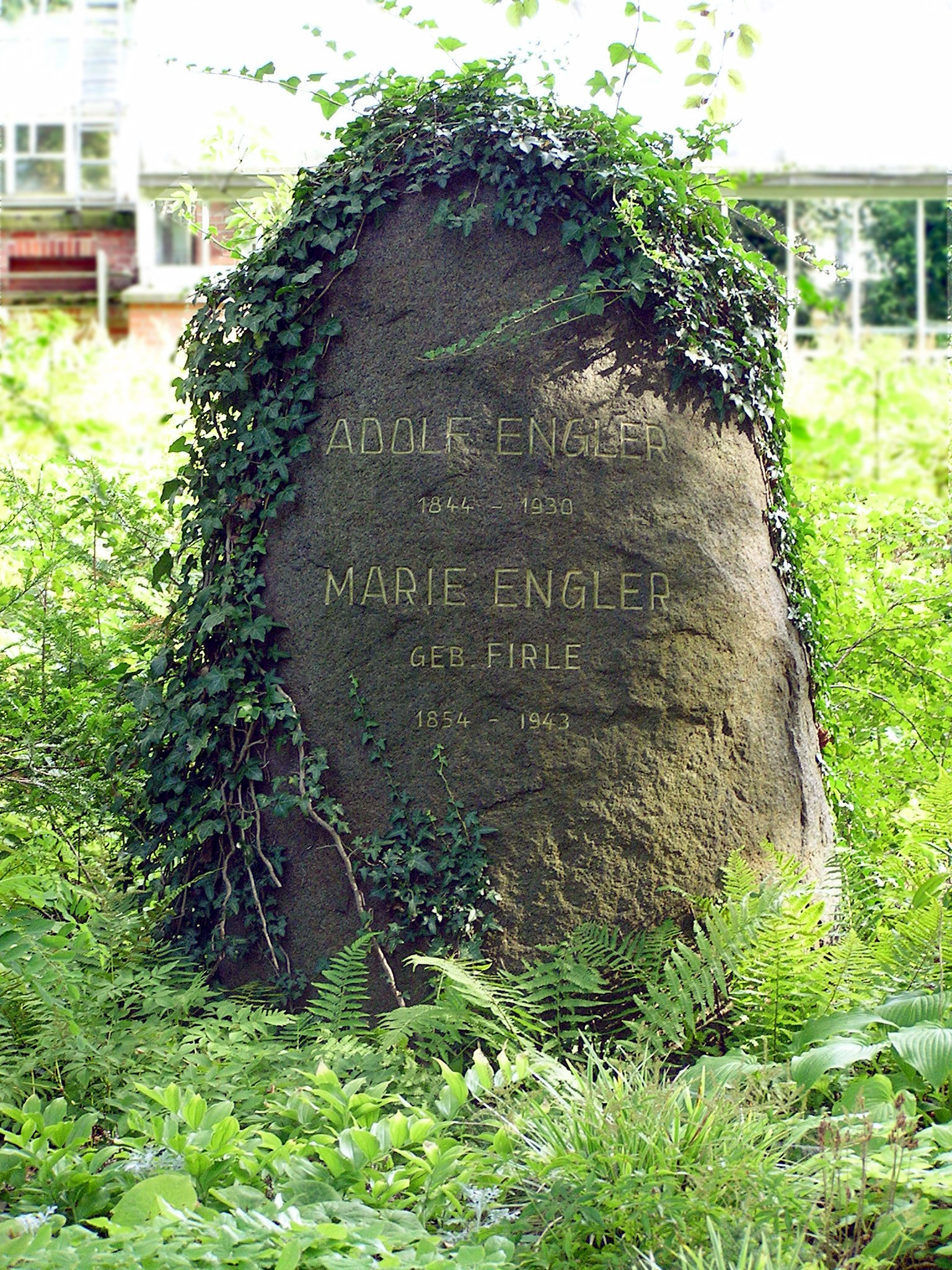
La tomba di Adolf Engler e della moglie Marie all'Orto botanico di Berlino

Ha visitato parecchie regioni del mondo, ampliando le conoscenze sulla distribuzione floristica, in maniera particolare dell'Africa.
È stato uno dei pionieri della fitogeografia, sottolineando l'importanza di fattori quali la geologia e la biodiversità e definendo già nel 1879 il concetto di regione biogeografica.
Ha ricevuto una Medaglia Linneana nel 1913. L'International Association for Plant Taxonomy (IAPT) ha creato una Medaglia Engler in suo onore nel 1986, da assegnare per meriti straordinari nello studio della tassonomia delle piante.
Il giornale Englera (ISSN 0170-4818) pubblicato dall'Berlin-Dahlem Botanical Garden, è intitolato al suo nome. Molti generi in vari gruppi di piante sono dedicati al suo nome, come Englerastrum, Englerella, Engleria, Englerina, Englerocharis, Englerodaphne, Englerodendron e Englerophytum
Oltre agli importanti lavori sulla tassonomia generale, era anche specializzato in alcuni generi come ad esempio Saxifraga e famiglia come Araceae, Burseraceae.

## Opere
Adolf Engler ha collaborato con molti altri grandi botanici del suo tempo, contribuendo alla Monographiae Phanerogamarum di Alphonse de Candolle, ed alla monumentale opera Flora Brasiliensis di C.F.P. von Martius.

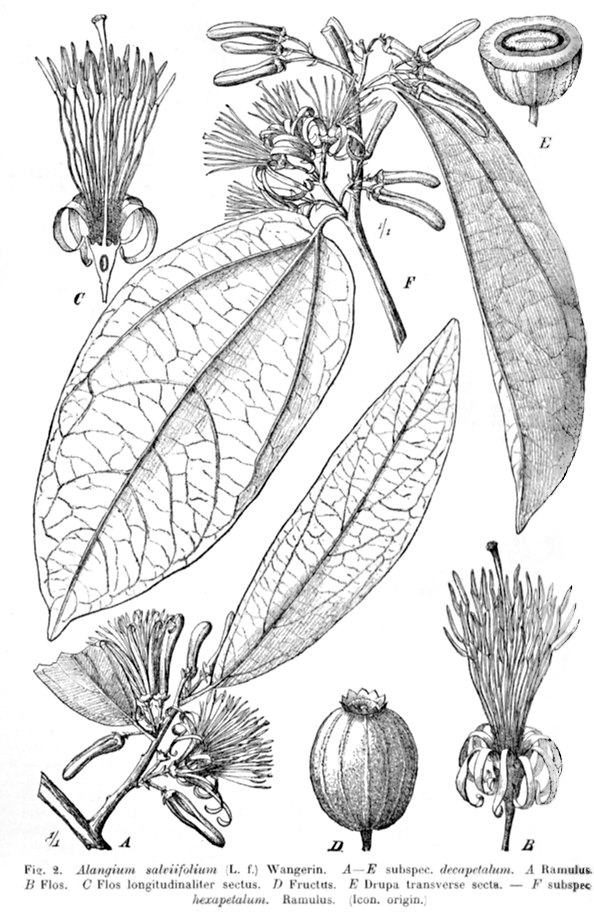
Tavola botanica da Das Pflanzenreich

Nel 1881 ha fondato il  Botanische Jahrbücher für Systematik, Pflanzengeschichte und Pflanzengeographie (ISSN 0006-8152), pubblicato sino ai giorni nostri con il nome Plant diversity and evolution: Phylogeny, biogeography, structure and function.
- Die Natürlichen Pflanzenfamilien (Le famiglie delle piante naturali), edito in collaborazione con Karl A. E. von Prantl, con la collaborazione di molti esperti di chiara fama 1887-1915, 23 volumi. Questa enorme serie è uno dei pochi lavori dettagliati, oltre a quelli di Linneo, a tentare di classificare le piante dalle alghe alle piante da fiore, e costituisce un lavoro di grande valore. Una seconda edizione, incompleta, e disponibile in pubblicazione dal 1924, con l'ultima stampa del 1995 (da parte di Duncker und Humblot Verlag, Berlin).
- Das Pflanzenreich , con la collaborazione di numerosi esperti, 1900-1968. È una serie monografica sul regno delle piante, ad oggi incompleta.
- Syllabus der Pflanzenfamilien, alla 12ª edizione, pubblicata da H. Melchior & E. Werdermann, con la collaborazione di molti esperti, 1954-1964. È il più recente lavoro sul Sistema di Engler, e riporta in due volumi descrizioni dei livelli tassonomici superiori
- Vegetation der Erde 1896, in collaborazione con O. Drude.